# Chris Lamquet
Christian Lamquet (Andenne, 10 januari 1954) is een Belgische striptekenaar en schrijver van stripverhalen. Hij is de auteur van de serie Alvin Norge. Een groot deel van zijn oeuvre is niet uitgebracht in het Nederlands taalgebied.
Hij werkte enkele jaren in de studio van Edouard Aidans. De eerste stripverhalen van Chris Lamquet verschenen in 1974 in het stripblad Robbedoes.
In het Nederlandse taalgebied is hij bekend van het sciencefictionverhaal Quasar, waarvan alleen het tweede deel werd gepubliceerd door Dupuis en de striproman Liefde in hologram, die verscheen in het stripblad 'Wordt vervolgd' bij uitgeverij Casterman. In 1996 maakte hij twee delen van Pithecanthropus in de koffer.
In 2000 verscheen een nieuwe serie van zijn hand: Alvin Norge, waarvan tot nog toe vijf delen verschenen. Het is een avonturenserie over cybercrime en internet. De reeksen van hem die na Alvin Norge verschenen werden niet uitgebracht in het Nederlands taalgebied, uitgezonderd het drieluik Eco Warriors, waarvan alleen de eerste twee delen werden vertaald. In 2012 verscheen van hem nog wel De mangakiller, een strip op scenario van Yann. 
In 2011 kondigde uitgeverij Le Lombard aan dat zij de hitserie  Alpha 'toevertrouwden' aan Chris Lamquet. Chris nam het twaalfde deel van deze reeks voor zijn rekening. 
In 2016 kondigde de tekenaar op zijn Facebook-pagina aan te werken aan het zesde deel van de serie Alvin Norge en dat hij bezig is met het dertiende deel van Alpha.
- Bibliothèque nationale de France: cb12039350m (data)
- Gemeinsame Normdatei: 1145812406
- International Standard Name Identifier: 0000 0000 7140 728X
- Nationale Bibliotheek van Tsjechië: xx0001800
- Nederlandse Thesaurus van Auteursnamen: 071884394
- Système universitaire de documentation: 077716507
- Virtual International Authority File: 32013748